# Фулегайо полінезійський
Фулега́йо полінезійський або просто фулега́йо (Foulehaio carunculatus) — вид горобцеподібних птахів родини медолюбових (Meliphagidae). Мешкає на островах Меланезії і Полінезії. Раніше вважався конспецифічним з фіджійським фулегайо та з кікау.

## Поширення і екологія
Полінезійські фулегайо мешкають на островах Фіджі, Самоа, Тонги, на Американському Самоа та на островах Волліс і Футуна. Вони живуть у вологих рівнинних і гірських тропічних лісах, в мангрових лісах, в парках і садах.